# Bahnhof Garmisch-Partenkirchen
Der Bahnhof Garmisch-Partenkirchen ist ein Bahnknotenpunkt im Süden Bayerns. Er ist der größte Bahnhof Garmisch-Partenkirchens und besitzt fünf Bahnsteiggleise. Der Bahnhof wird täglich von circa 65 Regionalverkehrszügen der DB Regio und einigen Zügen von DB Fernverkehr bedient. Er liegt an der Bahnstrecke München–Garmisch-Partenkirchen, der Mittenwaldbahn nach Innsbruck und der Außerfernbahn über Reutte nach Kempten (Allgäu).
Der Bahnhof zählt etwa 230 Ankünfte und Abfahrten pro Tag. 2019 wurden etwa 4500 Reisende und Besucher pro Tag gezählt.

## Lage
Der heutige Bahnhof liegt zwischen den beiden Ortsteilen Garmisch im Westen und Partenkirchen im Osten. Die Bahnanlagen liegen auf Garmischer Gebiet, der Bahnhof trug aber schon vor der 1935 erfolgten Vereinigung der beiden Gemeinden den Doppelnamen Garmisch-Partenkirchen.
Zwischen Bahnhof und Partenkirchen fließt die Partnach. Das Bahnhofsareal wird östlich von der Bahnhofstraße, westlich von der Weitfelderstraße und der Olympiastraße begrenzt. Unter dem Bahnhofsgelände führt die Sankt-Martin-Straße durch eine Straßenunterführung. Das Empfangsgebäude wurde Ende der 1990er-Jahre modernisiert und saniert. Es steht östlich der Bahnanlagen und zeigt Richtung Partenkirchen, seine Adresse lautet Bahnhofstraße 31.

## Geschichte

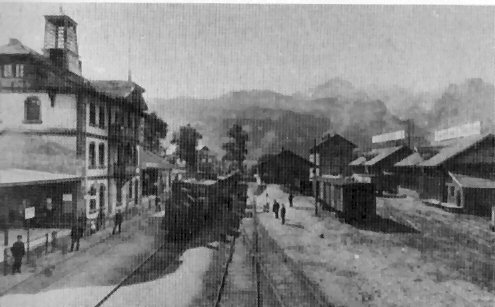
Erster Bahnhof Garmisch-Partenkirchen (1895)

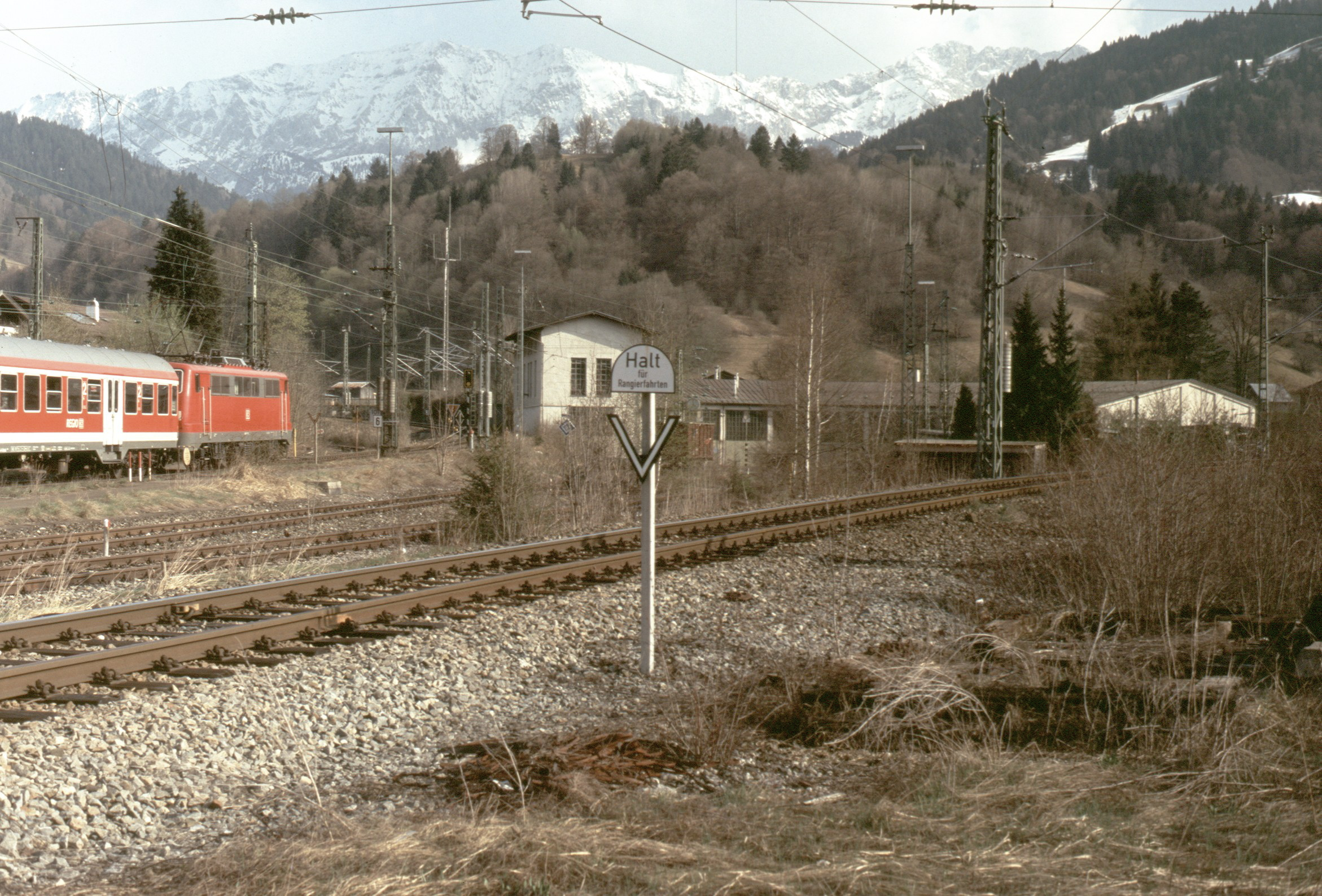
Ehemaliges Bahnbetriebswerk zwischen den Gleisen der Mittenwald- (links) und der Außerfernbahn, 2009

Der erste Bahnhof Garmisch-Partenkirchen wurde am 25. Juli 1889 als Endbahnhof der Lokalbahn aus München fertiggestellt. Es handelte sich dabei um einen Kopfbahnhof auf Partenkirchener Gemarkung, er lag nördlich der Partnach zwischen der Professor-Carl-Reiser-Straße und der Herbststraße. Die Station war anfangs durch vier bis sechs Zugpaare täglich mit München verbunden.
Zum 1. Juli 1912 erhielt Garmisch-Partenkirchen für die bis Mittenwald verlängerte Strecke einen Durchgangsbahnhof, der näher an Garmisch heranrückte, da der bisherige Bahnhof nicht mehr erweitert werden konnte. Die Strecke wurde im Zuge der Weiterführung der Mittenwaldbahn nach Innsbruck am 25. April 1913 elektrifiziert. Im Mai 1913 erhielt der Bahnhof mit der Außerfernbahn nach Reutte eine weitere Anbindung, womit er zum Trennungsbahnhof wurde. Diese war von Beginn an elektrifiziert.
Eine Besonderheit waren jahrzehntelang die Betriebshalte der österreichischen Korridorzüge von Innsbruck nach Reutte. Diese wechselten in Garmisch-Partenkirchen die Fahrtrichtung, ein Fahrgastwechsel war aber nicht gestattet.
Am 12. Dezember 1995 stieß beim Eisenbahnunfall von Garmisch-Partenkirchen im Nordkopf des Bahnhofs ein Regional-Express frontal mit dem Gläsernen Zug 491 001 zusammen. Es gab einen Toten, 51 Verletzte und der Gläserne Zug wurde stark beschädigt.
Ein erheblicher Rückbau von Gleisanlagen fand im Jahr 2000 statt, so wurde unter anderem die Zahl der Durchfahrtgleise von neun auf vier reduziert.
Am 26. Juni 2002 nahm die DB AG das elektronische Stellwerk in Betrieb, in den folgenden Jahren wurde der Stellwerksbereich auf die Bahnhöfe Mittenwald, Farchant, Oberau, Eschenlohe, Murnau, Uffing, Huglfing und Bad Kohlgrub erweitert und an die Betriebszentrale München angeschlossen. Seit dem 1. August 2007 wird das Stellwerk aus Garmisch-Partenkirchen bedient.
Im Oktober 2013 wurde der Lokschuppen des ehemaligen Bahnbetriebswerkes Garmisch-Partenkirchen abgebrochen. Die letzten baulichen Reste des Betriebswerks wurden im Oktober 2015 zur Neubebauung abgerissen.

## Bahnsteige und Gleisanlagen

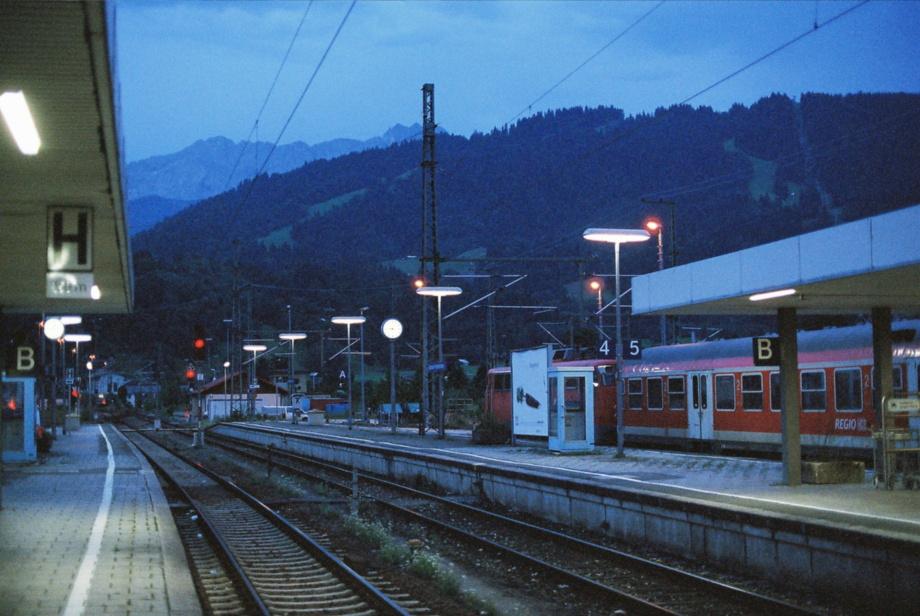
Blick Richtung Mittenwald

Neben dem Hausbahnsteig existieren zwei weitere Bahnsteige. Dahinter breitet sich ein fünfgleisiger Abstell- und Güterbahnhof aus.
Die Bahnsteige sind überdacht und über Aufzüge des Herstellers Otis und Treppenaufgänge zugänglich. Die Bahnsteigdächer wurden von Oktober 2009 bis Januar 2011 erneuert und die Bahnsteige erhielten Blindenleitstreifen. Ab Mitte der 1960er Jahre bis Pfingsten 1999 war als Zugzielanzeiger an den Bahnsteigen eine Laufbandanzeige mit Lochkartensteuerung an den Bahnsteigen im Einsatz. Diese wurde ab August 1999 durch eine Fallblattanzeige von Adtranz ersetzt, 2009 wurden dann die heutigen LCD-Anzeigen der Firma AEG MIS installiert. Das Bahnhofsgebäude beherbergt Einkaufsmöglichkeiten und ein Reisezentrum. Es besteht Anbindung an das öffentliche Omnibusnetz einschließlich der Ortsbusse der Gemeindewerke Garmisch-Partenkirchen.
| Gleis | Nutzbare Länge | Bahnsteighöhe  | Nutzung                                                               |
| ----- | -------------- | -------------- | --------------------------------------------------------------------- |
| 1     | 310 m          | 76 cm          | Regionalzüge in Richtung München und Innsbruck                        |
| 2     | 310 m          | 76 cm          | ICE-Züge, endende Züge aus und in Richtung München und Innsbruck      |
| 3     | 310 m          | 76 cm          | ICE-Züge, Regionalzüge in Richtung Mittenwald, Innsbruck und München  |
| 4     | 345 m          | 76 cm          | Regionalzüge in Richtung Reutte und Seefeld, ICE-Züge                 |
| 5     | 290 m          | 76 cm          | Depot Garmisch-Partenkirchen zur Zugteilabstellung und Innenreinigung |
| 6     | 273 m          | kein Bahnsteig | Depot Garmisch-Partenkirchen zur Zugteilabstellung und Innenreinigung |
| 7     | 277 m          | kein Bahnsteig | Depot Garmisch-Partenkirchen zur Zugteilabstellung und Innenreinigung |
| 8     | 325 m          | kein Bahnsteig | Depot Garmisch-Partenkirchen zur Zugteilabstellung und Innenreinigung |
| 9     | 308 m          | kein Bahnsteig | Depot Garmisch-Partenkirchen zur Zugteilabstellung und Innenreinigung |

## Bedienung

### Schienenverkehr
Garmisch-Partenkirchen wird von einzelnen Intercity-Express-Zügen von DB Fernverkehr sowie von Regionalbahnen der DB Regio in Richtung Mittenwald, Reutte und München bedient. Seit dem 15. Dezember 2013 führt DB Regio Bayern den Betrieb auf der Bahnstrecke München–Garmisch-Partenkirchen und der Außerfernbahn mit neuen Elektrotriebwagen des Typs Bombardier Talent 2 (Baureihe 442), die die zuvor auf der Strecke eingesetzten lokbespannten Züge aus Doppelstock- und n-Wagen ersetzten. Zwischen München und Mittenwald besteht ein Stundentakt, im Zweistundentakt fahren die Züge weiter bis Innsbruck, wobei allerdings alle vier Stunden in Garmisch-Partenkirchen in Wagenmaterial der ÖBB umgestiegen werden muss. Auf der Außerfernbahn fahren die Züge wochentags ebenfalls im Stundentakt. Der größte Teil der Züge aus München wird in Garmisch-Partenkirchen geteilt: Der eine Zugteil nach Mittenwald oder Innsbruck und der andere nach Reutte; in der Gegenrichtung fahren die Zugteile aus Mittenwald oder Innsbruck gemeinsam mit dem Zugteil aus Reutte nach München. Auf der Außerfernbahn wurden am 15. März 2015 die letzten Züge der Baureihe 425 durch Talent 2 ersetzt, wodurch nun mehr Züge in Garmisch-Partenkirchen geflügelt werden können.
| Linie / Zuggattung      | Verlauf | Takt                                                                                        |
| ----------------------- | --- | ------------------------------------------------------------------------------------------- |
| ICE 28                  | Wetterstein: Hamburg-Altona – Hannover – Kassel – Würzburg – Augsburg – München – Garmisch-Partenkirchen – Innsbruck                                   | ein Zugpaar samstags                                                                        |
| ICE 41                  | Werdenfelser Land: Dortmund/Münster – Essen – Duisburg – Düsseldorf – Köln – Frankfurt (Main) – Würzburg – Nürnberg – München – Garmisch-Partenkirchen | ein Zugpaar samstags saisonal                                                               |
| ICE                     | Karwendel: Dortmund – Essen – Duisburg – Düsseldorf – Köln – Frankfurt (Main) – Würzburg – Nürnberg – München – Garmisch-Partenkirchen – Innsbruck     | ein Zugpaar sonntags saisonal                                                               |
| ICE                     | Hamburg-Altona – Hannover – Kassel – Würzburg – Augsburg – München – Garmisch-Partenkirchen                                                            | ein Zugpaar sonntags saisonal                                                               |
| RE61 · RE62             | München – Weilheim – Murnau – Garmisch-Partenkirchen – Mittenwald / – Ehrwald Zugspitzbahn – Lermoos                                                   | einzelne Züge                                                                               |
| RB6 · S6 (T)            | München – Tutzing – Weilheim – Murnau – Garmisch-Partenkirchen (– Mittenwald – Seefeld in Tirol – Innsbruck)                                           | Stundentakt, alle zwei Stunden bis Seefeld in Tirol, alle vier Stunden als S6 bis Innsbruck |
| S6 (T)                  | Garmisch-Partenkirchen – Mittenwald – Seefeld in Tirol – Innsbruck                                                                                     | Vierstundentakt                                                                             |
| RB60 · S7 (T)           | Garmisch-Partenkirchen – Ehrwald Zugspitzbahn – Reutte in Tirol – Vils Stadt – Pfronten Steinach                                                       | Stundentakt                                                                                 |
| Stand: 19. Oktober 2023 | |                                                                                             |

Durch den Bahnhof Garmisch-Partenkirchen verkehrt ein Güterzugpaar der Rail Cargo Austria im Transitverkehr von Hall in Tirol über Innsbruck, die Mittenwaldbahn, die Außerfernbahn und Reutte nach Vils in Tirol mit Fahrtrichtungswechsel in Garmisch-Partenkirchen.

### Busverkehr
Am Bahnhof Garmisch-Partenkirchen halten fünf Ortsbuslinien, die durch die Gemeindewerke betrieben werden. Die Buslinien verbinden einige Ortsteile von Garmisch-Partenkirchen, die Gemeinde Farchant, das Olympia-Skistadion und die Alpspitzbahn mit dem Bahnhof. Außerdem halten zwei Regionalbuslinien des Oberbayernbus am bzw. in der Nähe des Bahnhofs. Die Linien verbinden Garmisch-Partenkirchen mit Füssen, Oberammergau, Mittenwald, Wallgau und Kochel am See. Der Eibsee-Bus stellt eine Verbindung von der Sebastianskirche in Garmisch-Partenkirchens über den Bahnhof zum Eibsee her.

## Bayerische Zugspitzbahn

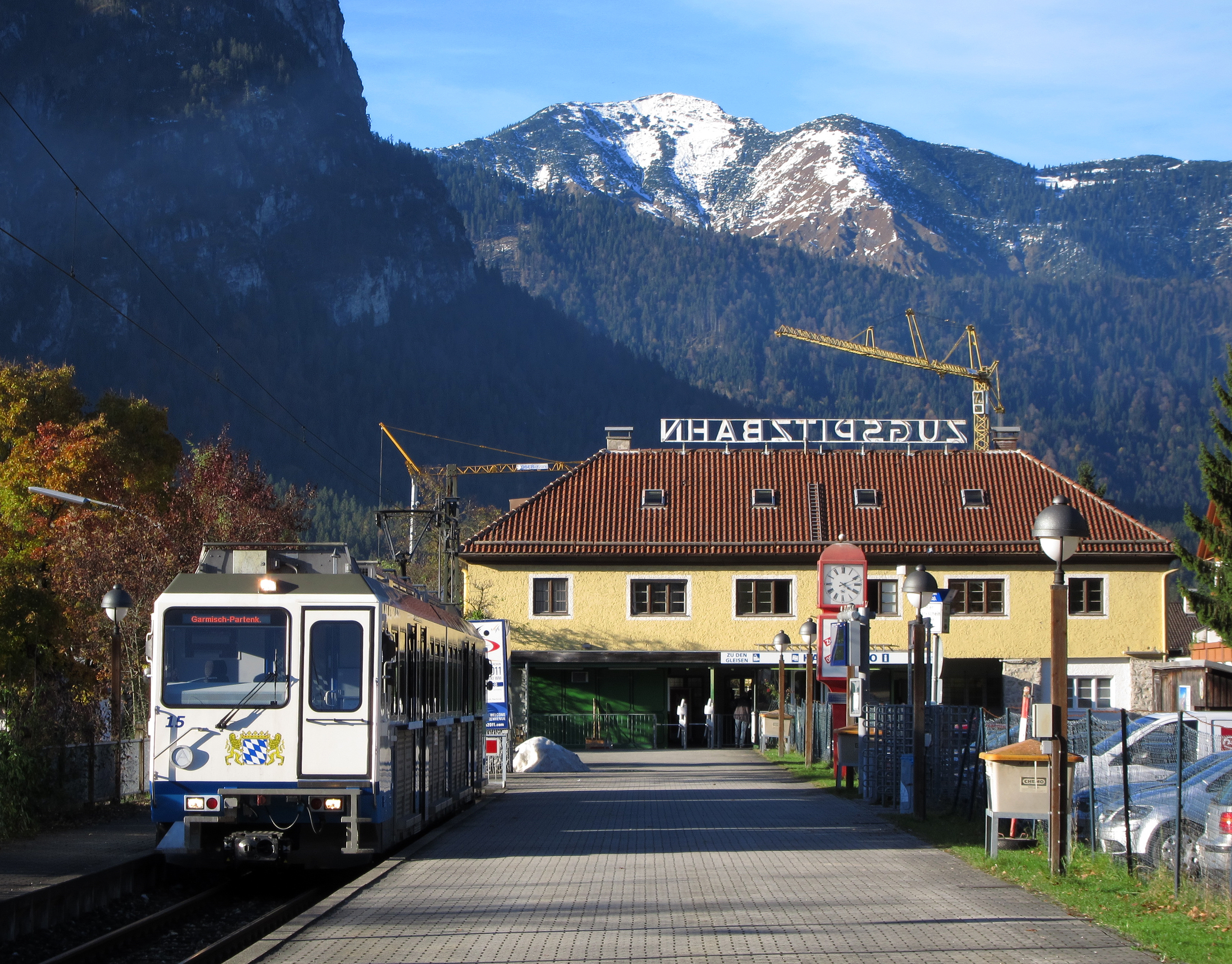
Der Zugspitzbahnhof im Jahr 2010. Inzwischen wurden die Gleisanlagen verlegt und das Empfangsgebäude abgerissen.

In unmittelbarer Nachbarschaft betreibt die Bayerische Zugspitzbahn AG seit 1929 einen eigenständigen Kopfbahnhof, der als Zugspitzbahnhof vermarktet wird. Von dort aus fahren – in der Regel stündlich – die Schmalspurzüge in Richtung Zugspitzplatt ab.
| Linie | Verlauf | Takt        |
| ----- | --- | ----------- |
| RB 64 | Garmisch-Partenkirchen – Hausberg – Kreuzeck-/Alpspitzbahn – Hammersbach – Grainau – Eibsee – Riffelriss – Zugspitzplatt | Stundentakt |